# Ivan Jurić
Ivan Jurić (Spalato, 25 agosto 1975) è un allenatore di calcio ed ex calciatore croato, di ruolo centrocampista, tecnico dell'Atalanta.

## Caratteristiche tecniche

### Giocatore
Era un interno di centrocampo dotato di grande aggressività, oltre che di buona visione di gioco.

### Allenatore
Adotta la difesa a 3, schierando alternativamente sia gli esterni d'attacco (3-4-3) che i trequartisti (3-4-1-2 o 3-4-2-1); le sue squadre sono molto aggressive, fanno pressing alto (in particolare la prima punta sui difensori centrali), adottano le marcature a uomo, sono votate all'attacco, con gli esterni di centrocampo che spingono molto in fase offensiva, e sanno anche muoversi senza palla, oltre a lavorare molto anche in fase difensiva. Il suo modo di schierare la squadra è stato influenzato da quello di Gian Piero Gasperini, di cui è stato giocatore al Genoa e vice al Genoa, all'Inter e al Palermo.

## Carriera

### Giocatore

#### Club
Juric ha esordito nell'Hajduk Spalato nel 1994 e vi è rimasto fino all'estate 1997 totalizzando 49 presenze e 8 reti.
Nel 1997 viene acquistato dal Siviglia dove resta fino al novembre 2000, per un totale di 89 presenze e 12 reti.
Viene ingaggiato in seguito dall'Albacete (20 presenze e una rete) e poi nel 2001 dal Crotone. Resta 5 anni in questa squadra (152 presenze complessive e 9 reti).
È stato acquistato dal Genoa nella stagione 2006-2007 sotto consiglio del tecnico Gian Piero Gasperini che lo aveva conosciuto ed apprezzato a Crotone. Al Genoa ha disputato quattro campionati, segna la sua unica rete con la maglia del Grifone in Genoa-Juventus (1-1). Contribuisce al ritorno del club in Serie A dopo 12 anni. Debutta in massima serie alla prima occasione utile il 26 agosto 2007 nella sconfitta per 0-3 contro il Milan. Dopo essere stato titolare nei primi 2 anni in A, nella sua ultima stagione gioca solo 19 partite anche a causa di problemi fisici.
Giocatore tra i più apprezzati dalla tifoseria rossoblu, noto anche per il suo look piratesco e per la passione per la musica death metal, il 14 giugno 2010 rilascia al giornale Il Secolo XIX un'intervista in cui annuncia il suo ritiro dal calcio giocato.
Con le squadre italiane ha totalizzato 259 presenze (86 in Serie A, 124 in Serie B e 49 in C).

#### Nazionale
Pur avendo giocato in quasi tutte le rappresentative giovanili croate, è stato convocato ed ha fatto il suo esordio in Nazionale maggiore soltanto a 33 anni per l'amichevole vinta in casa della Romania l'11 febbraio 2009. Successivamente, nello stesso anno, ha collezionato altre quattro presenze nel girone di qualificazione ai Mondiali del 2010.

### Allenatore
Nel maggio 2010 ha partecipato al corso allenatori e dal 7 luglio è entrato a far parte dei quadri tecnici della squadra Primavera del Genoa guidata da Sidio Corradi.
Nell'estate 2011 ha seguito il corso per allenatori di seconda categoria presso il Centro Tecnico Federale Luigi Ridolfi e ha superato l'esame il 18 luglio.
Alla termine della sua esperienza al Southampton, risulta essere il peggior allenatore della storia della Premier League.

#### Gli inizi
Il 5 luglio 2011 entra a far parte dello staff tecnico dell'Inter su richiamo di Gian Piero Gasperini, come assistente tecnico, fino all'esonero del tecnico il 21 settembre 2011, restando comunque sotto contratto con l'Inter.
Il contratto coi nerazzurri viene sciolto il 16 settembre 2012, quando Gasperini diventa l'allenatore del Palermo e Jurić lo segue come vice sulla panchina della squadra siciliana. Viene esonerato insieme a Gasperini il 4 febbraio 2013. Il 25 febbraio Gasperini viene richiamato e l'11 marzo viene di nuovo esonerato.
Il 10 dicembre 2012 Jurić inizia a frequentare a Coverciano il corso di abilitazione per il master di allenatori professionisti Prima Categoria-UEFA Pro; dal 2013 esce dallo staff di Gasperini.
Il 23 settembre 2013 subentra a Stefano Eranio alla guida della formazione Primavera del Genoa portando la squadra ad un 11º posto finale in campionato.

#### Mantova e Crotone
Il 17 giugno 2014 diventa l'allenatore del Mantova portandolo ai sedicesimi della Coppa Italia Lega Pro e ad un 12º posto in Lega Pro.
Il 9 giugno 2015 torna al Crotone da allenatore, in Serie B, firmando un contratto biennale. Il 29 aprile 2016, dopo il pareggio per 1-1 in casa del Modena, porta il Crotone ad una prima, storica promozione in Serie A.

#### Genoa
Il 28 giugno 2016 torna al Genoa, stavolta come allenatore della prima squadra. Dopo un buon girone d'andata, in cui spiccano le vittorie interne rispettivamente per 3-0 e per 3-1 contro il Milan e la Juventus, nelle sue ultime dieci partite ottiene solamente due punti e il 19 febbraio 2017, in seguito alla sconfitta per 5-0 contro il Pescara ultimo in classifica e con la squadra al 16º posto, viene sollevato dall'incarico e sostituito da Andrea Mandorlini.
Il 10 aprile 2017 è richiamato sulla panchina rossoblù in sostituzione di Mandorlini. Riesce a centrare la salvezza con una giornata d'anticipo a seguito del successo per 2-1 contro il Torino.
Confermato per la stagione successiva, è nuovamente esonerato il 5 novembre 2017, dopo la sconfitta per 2-0 nel derby della lanterna, con la squadra al penultimo posto in classifica e con soli 6 punti raccolti in 12 giornate, venendo sostituito da Davide Ballardini.
Il 9 ottobre 2018, quasi un anno dopo, Ballardini viene esonerato e Jurić viene richiamato al Genoa, che si trova a metà classifica con 12 punti e con una partita da recuperare (successivamente persa nei minuti di recupero per 2-1 contro il Milan a San Siro). Il 21 ottobre, al debutto, pareggia per 1-1 all'Allianz Stadium di Torino contro la capolista Juventus, fermandola così dopo 8 vittorie di fila. Nelle successive sei giornate di campionato, però, la squadra ottiene solo due punti, frutto di due pareggi. Il tecnico croato è sollevato dall'incarico il successivo 7 dicembre, all'indomani della sconfitta interna contro la Virtus Entella dopo i tiri di rigore al quarto turno di Coppa Italia. È sostituito da Cesare Prandelli sulla panchina del club ligure.

#### Verona
Il 14 giugno 2019 firma un contratto annuale con il Verona neopromosso in Serie A.
Dopo la complicata esperienza al Genoa, a Verona riesce a trovare la piazza adatta a lui. La sua squadra dimostra di avere un'identità e un gioco ben preciso molto simile a quello del suo maestro Gian Piero Gasperini; la sua squadra si toglie diverse soddisfazioni al ritorno in Serie A, dimostrando di essere difficile da affrontare per ogni compagine del massimo campionato. Tra i migliori risultati spiccano il pareggio a Milano con il Milan e a Roma con la Lazio, la vittoria in casa in rimonta contro la Juventus per 2-1 e i pareggi in casa con Inter e Atalanta. Chiude il campionato al nono posto.
Il 22 luglio 2020 firma un contratto triennale con il Verona.
Alla sua seconda stagione sulla panchina degli scaligeri dimostra di aver mantenuto l'identità dell'anno passato nonostante la perdita di numerosi titolari dell'anno precedente come Amrabat, Kumbulla, Rrahmani, Verre e Pessina tra gli altri. Nel girone d'andata ipoteca la salvezza ottenendo 30 punti. Alla prima di campionato vince a tavolino contro la Roma per 3-0 (sul campo era finita 0-0). A quel risultato dà seguito il 25 ottobre pareggia a Torino con la Juventus (erano 32 anni che il Verona non pareggiava a Torino), l'8 novembre pareggia anche a Milano con il Milan primo in classifica e il 28 novembre vince 0-2 in casa dell'Atalanta. Successivamente, nel girone d'andata, vince anche in casa della Lazio (1-2, era da 35 anni che i gialloblu non vincevano in casa dei biancocelesti) e contro il Napoli (3-1). Nel girone di ritorno, a salvezza raggiunta, la squadra ottiene risultati negativi e 15 punti, terminando il campionato al decimo posto con 45 punti. Tra i risultati di prestigio il pareggio 1-1 contro la Juventus e l'1-1 con il Napoli nell'ultima giornata di campionato. Il 28 maggio 2021 si svincola dal contratto con la società scaligera, con la quale era ormai in rotta a causa della politica dirigenziale.

#### Torino
Il 28 maggio 2021 sigla un accordo triennale con il Torino.
Conclude la sua prima stagione in granata al decimo posto, avendo totalizzato 50 punti.
Anche nella stagione seguente, la squadra termina decima, ma con tre punti in più, mentre nella stagione 2023-2024 si piazza al nono posto, sempre con 53 punti.
Il 21 giugno 2024 viene annunciata ufficialmente la risoluzione consensuale del contratto fra il tecnico e il club granata.

#### Roma e Southampton
Il 18 settembre 2024 viene ufficializzato come nuovo allenatore della Roma in sostituzione dell'esonerato Daniele De Rossi. Alla prima partita con i capitolini vince 3-0 contro l'Udinese. Visti i risultati altalenanti sia in campionato sia in Europa League, l'allenatore croato viene sollevato dall'incarico dopo poco meno di due mesi in cui la squadra ha maturato quattro vittorie, tre pareggi e cinque sconfitte.
Il 21 dicembre 2024 viene ingaggiato come nuovo tecnico del Southampton, in quel momento ultimo in Premier League, sottoscrivendo un accordo per 18 mesi, valido fino al 30 giugno 2026. Debutta cinque giorni più tardi nel Boxing Day con una sconfitta contro Il West Ham (0-1). Il 6 aprile 2025, a seguito della partita persa per 3-1 in casa del Tottenham, i Saints retrocedono matematicamente con sette giornate d'anticipo, stabilendo così un nuovo record negativo nella storia del massimo campionato inglese. All'indomani della sconfitta, rescinde il proprio contratto con la società inglese.
Con 4 punti conquistati in 14 partite (una vittoria contro l'Ipswich Town penultimo in classifica, un pareggio e 12 sconfitte) è, inoltre, l'allenatore con la peggiore media punti nella storia della prima divisione inglese..

#### Atalanta
Il 6 giugno 2025, viene annunciato il suo ingaggio da parte dell'Atalanta, con cui sottoscrive un contratto biennale.

## Statistiche

### Presenze e reti nei club
| Stagione              | Squadra               | Campionato            | Campionato | Campionato | Coppe nazionali | Coppe nazionali | Coppe nazionali | Coppe continentali | Coppe continentali | Coppe continentali | Altre coppe | Altre coppe | Altre coppe | Totale | Totale |
| Stagione              | Squadra               | Comp                  | Pres       | Reti       | Comp            | Pres            | Reti            | Comp               | Pres               | Reti               | Comp        | Pres        | Reti        | Pres   | Reti   |
| --------------------- | --------------------- | --------------------- | ---------- | ---------- | --------------- | --------------- | --------------- | ------------------ | ------------------ | ------------------ | ----------- | ----------- | ----------- | ------ | ------ |
| 1994-1995             | Hajduk Spalato        | 1.HNL                 | 6          | 0          | CC              | 1               | 0               | UCL                | 0                  | 0                  | SC          | 0           | 0           | 7      | 0      |
| 1995-1996             | Hajduk Spalato        | 1.HNL                 | 24         | 2          | CC              | ?               | ?               | UCL                | 0                  | 0                  | -           | -           | -           | 24+    | 2+     |
| 1996-1997             | Hajduk Spalato        | 1.HNL                 | 25         | 6          | CC              | ?               | ?               | CU                 | 4                  | 0                  | -           | -           | -           | 29+    | 6+     |
| Totale Hajduk Spalato | Totale Hajduk Spalato | Totale Hajduk Spalato | 55         | 8          |                 | 1+              | 0+              |                    | 4                  | 0                  |             | 0           | 0           | 60+    | 8+     |
| 1997-1998             | Siviglia              | SD                    | 32         | 2          | CR              | 0               | 0               | -                  | -                  | -                  | -           | -           | -           | 32     | 2      |
| 1998-1999             | Siviglia              | SD                    | 17+1       | 2          | CR              | 1               | 0               | -                  | -                  | -                  | -           | -           | -           | 19     | 2      |
| 1999-2000             | Siviglia              | PD                    | 12         | 2          | CR              | 0               | 0               | -                  | -                  | -                  | -           | -           | -           | 12     | 2      |
| 2000-2001             | Siviglia              | SD                    | 3          | 0          | CR              | 0               | 0               | -                  | -                  | -                  | -           | -           | -           | 3      | 0      |
| Totale Siviglia       | Totale Siviglia       | Totale Siviglia       | 65         | 6          |                 | 1               | 0               |                    | -                  | -                  |             | -           | -           | 66     | 6      |
| gen.-giu. 2001        | Albacete              | SD                    | 20         | 1          | CR              | 1               | 0               | -                  | -                  | -                  | -           | -           | -           | 21     | 1      |
| 2001-2002             | Crotone               | B                     | 33         | 4          | CI              | 3               | 0               | -                  | -                  | -                  | -           | -           | -           | 36     | 4      |
| 2002-2003             | Crotone               | C1                    | 25         | 1          | CI+CI-C         | 2+0             | 0+0             | -                  | -                  | -                  | -           | -           | -           | 27     | 1      |
| 2003-2004             | Crotone               | C1                    | 24+4       | 3          | CI-C            | 0               | 0               | -                  | -                  | -                  | -           | -           | -           | 28     | 3      |
| 2004-2005             | Crotone               | B                     | 28         | 0          | CI              | 3               | 1               | -                  | -                  | -                  | -           | -           | -           | 31     | 1      |
| 2005-2006             | Crotone               | B                     | 38         | 2          | CI              | 2               | 2               | -                  | -                  | -                  | -           | -           | -           | 40     | 4      |
| Totale Crotone        | Totale Crotone        | Totale Crotone        | 152        | 10         |                 | 10              | 3               |                    | -                  | -                  |             | -           | -           | 162    | 13     |
| 2006-2007             | Genoa                 | B                     | 25         | 1          | CI              | 5               | 0               | -                  | -                  | -                  | -           | -           | -           | 30     | 1      |
| 2007-2008             | Genoa                 | A                     | 34         | 0          | CI              | 1               | 0               | -                  | -                  | -                  | -           | -           | -           | 35     | 0      |
| 2008-2009             | Genoa                 | A                     | 33         | 0          | CI              | 2               | 0               | -                  | -                  | -                  | -           | -           | -           | 35     | 0      |
| 2009-2010             | Genoa                 | A                     | 19         | 0          | CI              | 1               | 0               | UEL                | 5                  | 0                  | -           | -           | -           | 25     | 0      |
| Totale Genoa          | Totale Genoa          | Totale Genoa          | 111        | 1          |                 | 9               | 0               |                    | 5                  | 0                  |             | -           | -           | 125    | 1      |
| Totale carriera       | Totale carriera       | Totale carriera       | 403        | 26         |                 | 22              | 3               |                    | 9                  | 0                  |             | -           | -           | 434    | 29     |

### Cronologia presenze e reti in nazionale
| Cronologia completa delle presenze e delle reti in nazionale ― Croazia | Cronologia completa delle presenze e delle reti in nazionale ― Croazia | Cronologia completa delle presenze e delle reti in nazionale ― Croazia | Cronologia completa delle presenze e delle reti in nazionale ― Croazia | Cronologia completa delle presenze e delle reti in nazionale ― Croazia | Cronologia completa delle presenze e delle reti in nazionale ― Croazia | Cronologia completa delle presenze e delle reti in nazionale ― Croazia | Cronologia completa delle presenze e delle reti in nazionale ― Croazia |
| Data                                                                   | Città                                                                  | In casa                                                                | Risultato                                                              | Ospiti                                                                 | Competizione                                                           | Reti                                                                   | Note                                                                   |
| ---------------------------------------------------------------------- | ---------------------------------------------------------------------- | ---------------------------------------------------------------------- | ---------------------------------------------------------------------- | ---------------------------------------------------------------------- | ---------------------------------------------------------------------- | ---------------------------------------------------------------------- | ---------------------------------------------------------------------- |
| 11-2-2009                                                              | Bucarest                                                               | Romania                                                                | 1 – 2                                                                  | Croazia                                                                | Amichevole                                                             | -                                                                      |                                                                        |
| 1-4-2009                                                               | Andorra la Vella                                                       | Andorra                                                                | 0 – 2                                                                  | Croazia                                                                | Qual. Mondiali 2010                                                    | -                                                                      | 64’                                                                    |
| 6-6-2009                                                               | Zagabria                                                               | Croazia                                                                | 2 – 2                                                                  | Ucraina                                                                | Qual. Mondiali 2010                                                    | -                                                                      | 46’                                                                    |
| 12-8-2009                                                              | Minsk                                                                  | Bielorussia                                                            | 1 – 3                                                                  | Croazia                                                                | Qual. Mondiali 2010                                                    | -                                                                      | 88’                                                                    |
| 5-9-2009                                                               | Zagabria                                                               | Croazia                                                                | 1 – 0                                                                  | Bielorussia                                                            | Qual. Mondiali 2010                                                    | -                                                                      | 81’                                                                    |
| Totale                                                                 |                                                                        | Presenze                                                               | 5                                                                      |                                                                        | Reti                                                                   | 0                                                                      |                                                                        |

### Statistiche da allenatore
Statistiche aggiornate al 1º luglio 2025.
| Stagione            | Squadra         | Campionato      | Campionato | Campionato | Campionato | Campionato | Coppe nazionali | Coppe nazionali | Coppe nazionali | Coppe nazionali | Coppe nazionali | Coppe continentali | Coppe continentali | Coppe continentali | Coppe continentali | Coppe continentali | Altre coppe | Altre coppe | Altre coppe | Altre coppe | Altre coppe | Totale | Totale | Totale | Totale | % Vittorie | Piazzamento     |
| Stagione            | Squadra         | Comp            | G          | V          | N          | P          | Comp            | G               | V               | N               | P               | Comp               | G                  | V                  | N                  | P                  | Comp        | G           | V           | N           | P           | G      | V      | N      | P      | %          | Piazzamento     |
| ------------------- | --------------- | --------------- | ---------- | ---------- | ---------- | ---------- | --------------- | --------------- | --------------- | --------------- | --------------- | ------------------ | ------------------ | ------------------ | ------------------ | ------------------ | ----------- | ----------- | ----------- | ----------- | ----------- | ------ | ------ | ------ | ------ | ---------- | --------------- |
| 2014-2015           | Mantova         | LP              | 38         | 14         | 7          | 17         | CI-LP           | 3               | 1               | 1               | 1               | -                  | -                  | -                  | -                  | -                  | -           | -           | -           | -           | -           | 41     | 15     | 8      | 18     | 36,59      | 11º             |
| 2015-2016           | Crotone         | B               | 42         | 23         | 13         | 6          | CI              | 3               | 2               | 0               | 1               | -                  | -                  | -                  | -                  | -                  | -           | -           | -           | -           | -           | 45     | 25     | 13     | 7      | 55,56      | 2º (prom.)      |
| 2016-2017           | Genoa           | A               | 32         | 8          | 8          | 16         | CI              | 3               | 2               | 0               | 1               | -                  | -                  | -                  | -                  | -                  | -           | -           | -           | -           | -           | 35     | 10     | 8      | 17     | 28,57      | Eson., Sub. 16º |
| lug.-nov. 2017      | Genoa           | A               | 12         | 1          | 3          | 8          | CI              | 1               | 1               | 0               | 0               | -                  | -                  | -                  | -                  | -                  | -           | -           | -           | -           | -           | 13     | 2      | 3      | 8      | 15,38      | Eson.           |
| ott.-dic. 2018      | Genoa           | A               | 7          | 0          | 3          | 4          | CI              | 1               | 0               | 1               | 0               | -                  | -                  | -                  | -                  | -                  | -           | -           | -           | -           | -           | 8      | 0      | 4      | 4      | &0,00      | Sub., Eson.     |
| Totale Genoa        | Totale Genoa    | Totale Genoa    | 51         | 9          | 14         | 28         |                 | 5               | 3               | 1               | 1               |                    | -                  | -                  | -                  | -                  |             | -           | -           | -           | -           | 56     | 12     | 15     | 29     | 21,43      |                 |
| 2019-2020           | Verona          | A               | 38         | 12         | 13         | 13         | CI              | 1               | 0               | 0               | 1               | -                  | -                  | -                  | -                  | -                  | -           | -           | -           | -           | -           | 39     | 12     | 13     | 14     | 30,77      | 9º              |
| 2020-2021           | Verona          | A               | 38         | 11         | 12         | 15         | CI              | 2               | 0               | 1               | 1               | -                  | -                  | -                  | -                  | -                  | -           | -           | -           | -           | -           | 40     | 11     | 13     | 16     | 27,50      | 10º             |
| Totale Verona       | Totale Verona   | Totale Verona   | 76         | 23         | 25         | 28         |                 | 3               | 0               | 1               | 2               |                    | -                  | -                  | -                  | -                  |             | -           | -           | -           | -           | 79     | 23     | 26     | 30     | 29,11      |                 |
| 2021-2022           | Torino          | A               | 38         | 13         | 11         | 14         | CI              | 2               | 0               | 1               | 1               | -                  | -                  | -                  | -                  | -                  | -           | -           | -           | -           | -           | 40     | 13     | 12     | 15     | 32,50      | 10º             |
| 2022-2023           | Torino          | A               | 38         | 14         | 11         | 13         | CI              | 4               | 3               | 0               | 1               | -                  | -                  | -                  | -                  | -                  | -           | -           | -           | -           | -           | 42     | 17     | 11     | 14     | 40,48      | 10º             |
| 2023-2024           | Torino          | A               | 38         | 13         | 14         | 11         | CI              | 2               | 1               | 0               | 1               | -                  | -                  | -                  | -                  | -                  | -           | -           | -           | -           | -           | 40     | 14     | 14     | 12     | 35,00      | 9º              |
| Totale Torino       | Totale Torino   | Totale Torino   | 114        | 40         | 36         | 38         |                 | 8               | 4               | 1               | 3               |                    | -                  | -                  | -                  | -                  |             | -           | -           | -           | -           | 122    | 44     | 37     | 41     | 36,07      |                 |
| set.-nov. 2024      | Roma            | A               | 8          | 3          | 1          | 4          | CI              | -               | -               | -               | -               | UEL                | 4                  | 1                  | 2                  | 1                  | -           | -           | -           | -           | -           | 12     | 4      | 3      | 5      | 33,33      | Sub., Eson.     |
| dic. 2024-apr. 2025 | Southampton     | PL              | 14         | 1          | 1          | 12         | FACup+CdL       | 2+0             | 1+0             | 0+0             | 1+0             | -                  | -                  | -                  | -                  | -                  | -           | -           | -           | -           | -           | 16     | 2      | 1      | 13     | 12,50      | Sub., Resc.     |
| 2025-2026           | Atalanta        | A               | 0          | 0          | 0          | 0          | CI              | 0               | 0               | 0               | 0               | UCL                | 0                  | 0                  | 0                  | 0                  | -           | -           | -           | -           | -           | 0      | 0      | 0      | 0      | —          | in corso        |
| Totale carriera     | Totale carriera | Totale carriera | 343        | 113        | 97         | 133        |                 | 24              | 11              | 4               | 9               |                    | 4                  | 1                  | 2                  | 1                  |             | -           | -           | -           | -           | 371    | 125    | 103    | 143    | 33,69      |                 |

## Palmarès

### Giocatore

#### Club

##### Competizioni nazionali
- Campionato croato: 1

Hajduk Spalato: 1994-1995
- Coppa di Croazia: 1

Hajduk Spalato: 1994-1995
- Supercoppa di Croazia: 1

Hajduk Spalato: 1994

### Allenatore

#### Individuale
- Panchina d'argento: 1

2015-2016